# Liêm Thuận
Liêm Thuận là một xã thuộc huyện Thanh Liêm, tỉnh Hà Nam, Việt Nam.

## Địa lý
Xã có diện tích 6,32 km², dân số năm 1999 là 5.167 người, mật độ dân số đạt 818 người/km².

## Hành chính
Xã Liêm Thuận được chia thành 6 thôn: Chằm Vải, Gừa Sông, Lau Chảy, Nga Bắc, Nga Nam, Thị.

## Đình làng Gừa
Đình Gừa thờ Trương Nguyên, vị tướng nhà Đinh tham gia đội quân của Đinh Bộ Lĩnh dẹp 12 sứ quân. Khi ông từ Hoa Lư về quê có mang theo một quả cầu, một dụng cụ để luyện tập binh sĩ bày trò chơi cho nhân dân để hôm nay hội làng Gừa có trò cướp cầu.
Lễ hội làng Gừa ngày nay có tế lễ, rước xách và rất nhiều trò vui thể hiện tinh thần thượng võ như đánh đu, đánh vật, chém mía, cướp cầu. Ban đêm có hát chèo tuồng, phần nhiều là các tiết mục tự biên, tự diễn. Trống lễ, trống rước, trống hội, trống chèo rậm rịch ngày đêm làm cho khí thế của lễ hội càng thêm náo nhiệt.